# 초록 앵무새
《초록 앵무새》(독일어: Der grüne Kakadu)는 아르투어 슈니츨러가 1899년에 쓴 희곡이다.

## 작품 소개
이 작품은 1899년에 초연되었으며 1958년에는 오페라로 공연된, 단막의 ‘그로테스크’ 극이다. 프로스페르는 ‘초록 앵무새’에서 매일 저녁 공연을 한다. 이 작품의 배경은 파리의 거리에서 혁명이 일어나고 바스티유 감옥으로 민중들이 돌진하기 시작하는 1789년 7월 14일이다. 이날에도 ‘초록 앵무새’라는 술집에서는 공연이 펼쳐진다. 관객으로 온 귀족들은 프로스페르로부터 욕을 먹거나 위협을 당한다. 술집 주인 프로스페르와 배우들은 범죄자를 연기하고 관객들인 귀족들은 이를 관람하지만, 어쩌면 배우들이 범죄자일지도 모른다는 함의가 이 작품 안에 숨어 있다. 슈니츨러는 1899년 1월 12일 게오르크 브란데스에게 보내는 서한에서 다음과 같이 말했다. 
“세 작품이 난관에 부딪혔는데, 그중 하나가 ＜초록 앵무새＞다. 그들은 베를린에서 이 작품을 상연하는 것을 금지했다. (…) 이 작품은 파리 바스티유 감옥이 붕괴된 날 저녁에 상연된다. 그러나 나는 ‘피 냄새’를 제거해야 한다.”
그가 프랑스 혁명 초기의 파리 귀족과 세기말 상류사회를 계획적으로 일치시키려 했던 것은 아니다. 그러나 ＜초록 앵무새＞는 귀족의 멸망을 주제화하고 있고, 사회 변혁기에 나타난 정체성의 혼란을 해학적으로 보여주고 있다. 또 이 안에는 진지함과 연극, 삶과 코미디 등이 뒤섞인 인간 실존의 모습이 농축되어 있다.

## 서지 정보
- 최석희 역, 2009년, 지식을만드는지식[깨진 링크(과거 내용 찾기)] ISBN 978-89-6228-406-5